# R. Dobru

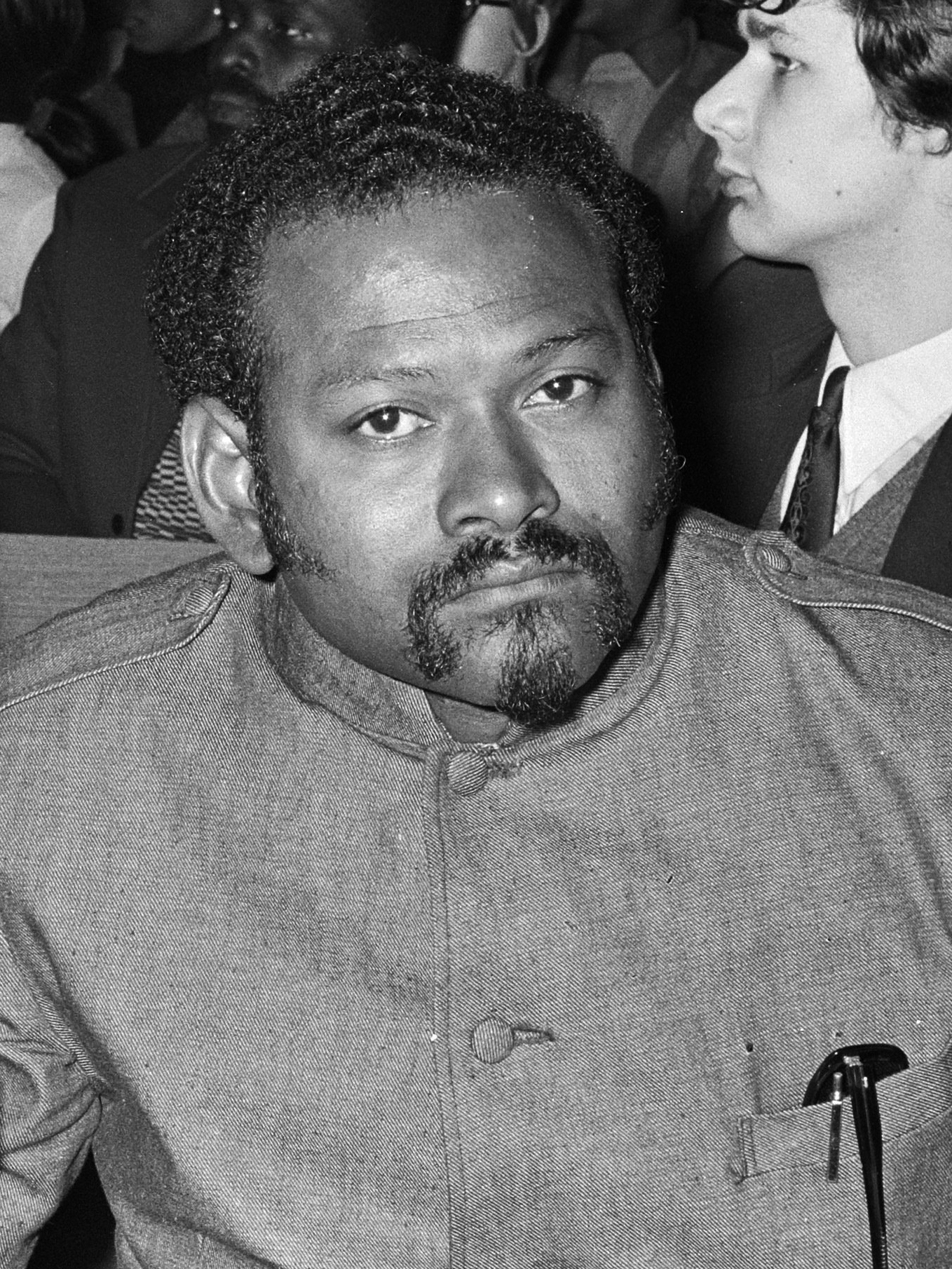
Robin Raveles (1971)

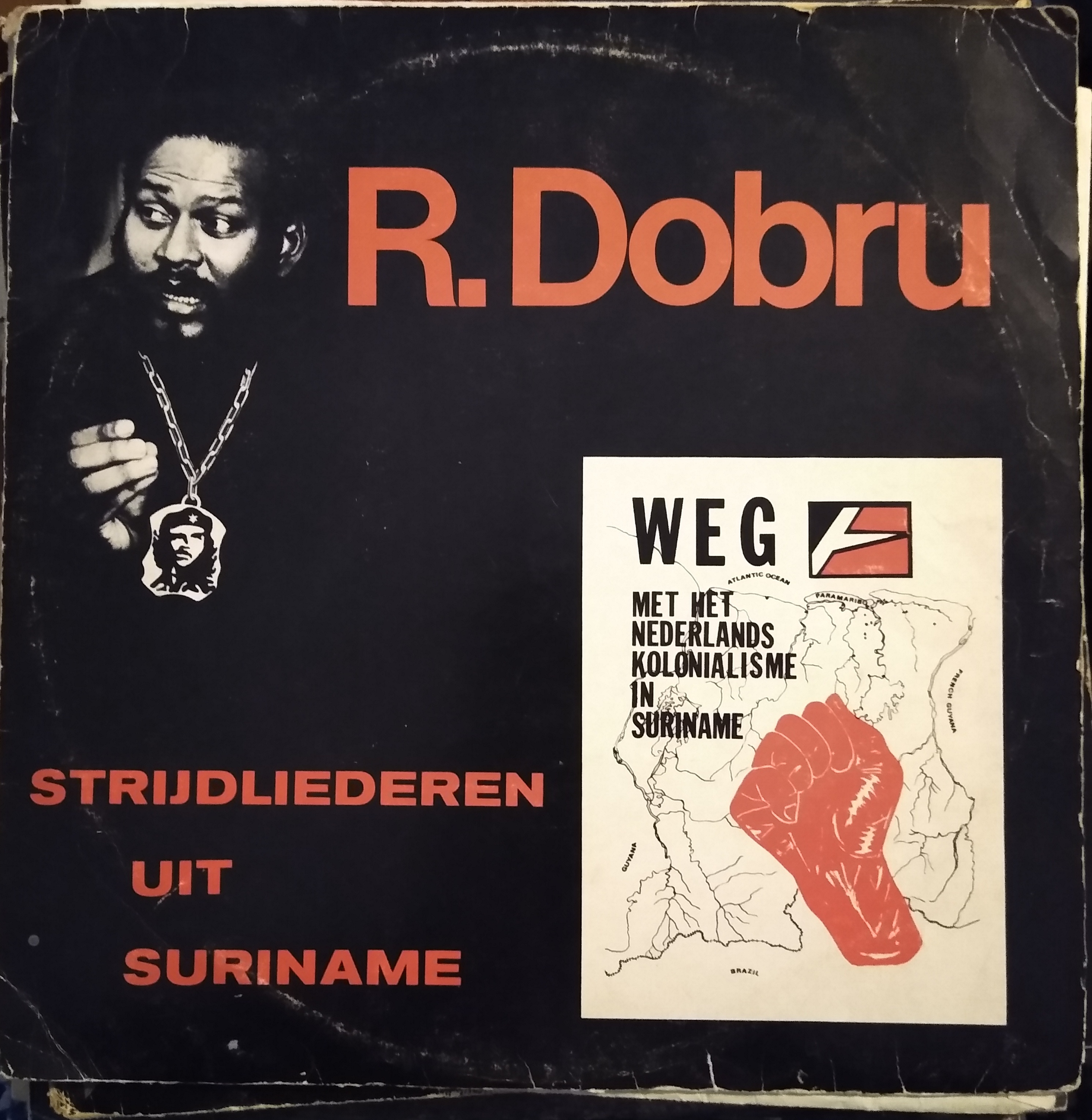
Anti-koloniale Langspeelplaat

R. Dobru (Paramaribo, 29 maart 1935 - aldaar, 17 november 1983), pseudoniem van Robin Ewald Raveles, was een Surinaams dichter, schrijver en politicus (Statenlid voor de PNR en na 1980 een half jaar onderminister voor Cultuur). Zijn pseudoniem betekent: dubbele R, een verwijzing naar de initialen van zijn voor- en achternaam Robin Ravales.

## Vroege leven
Robin Raveles was het oudste uit een gezin van zeven kinderen. Zijn zus Nadia Raveles was een bekend voorvechtster van vrouwenrechten.
R. Dobru raakte al op jonge leeftijd geïnteresseerd in het Surinaams nationalisme. Op school werd hem verboden om Sranan, zijn moedertaal, te praten. Dit had ten gevolg dat hij zich lange tijd schaamde om zich in het Sranan uit te drukken. Hij zegt hierover: "Ik heb duizend strafregels moeten schrijven op de lagere school: ik mag geen Negerengels spreken. Thuis moest je tegen je ouders Nederlands spreken, al spraken ze je in het Surinaams aan. Een keer heb ik het geprobeerd – er is mij door mijn moeder bijna een tand uit de mond geslagen. Ik was oneerbiedig." Uiteindelijk kwam hij in aanraking met Wie Eegie Sanie, een beweging die het Surinaams en de Surinaamse cultuur wilde bevorderen. Hij zou uitgroeien tot een van de belangrijkste figuren binnen deze beweging.

## Werk
Als dichter en voordrachtskunstenaar was R. Dobru dé representant van het nationalisme, met name met het gedicht 'Wan' (de meeste mensen noemen het 'Wan bon' - Eén boom) uit zijn debuutbundel Matapi [Cassavepers] (1965), een gedicht dat door zijn eenvoudige woordkeus en structuur gemakkelijk gememoriseerd kan worden en dat veel Surinamers dan ook van buiten kennen. Het werd in veel talen vertaald. Dobru stimuleerde velen tot schrijven in het Sranan en Surinaams-Nederlands en werd door velen nagevolgd. Hij was redactielid van het tijdschrift Moetete (1968-69). Zijn proza in Wasoema [Wasvrouw] verzamelde schetsen uit het leven op een erf van Paramaribo (1967), De plee (wc) en andere verhalen (1968) en de korte roman Oema soso [Enkel de vrouw] (1968) is levendig, maar lijdt aan te veel gepreek. Zijn politieke memoires verschenen in 1969: Wan monki fri [Een stukje bevrijding]. Hij schreef voorts twee Surinaamse keukenmeidenromans, waaronder Bos mi esesi [Omhels mij snel] die vooral belangrijk zijn om hun gebruik van het Surinaams-Nederlands, en een bundel Anansi-Tori [Spinvertellingen] (1979). Zijn poëzie heeft in de vroege jaren enkele zuivere gedichten opgeleverd, maar verviel meer en meer in het afwikkelen van een recept. Hij speelde in op de politieke actualiteit, bijvoorbeeld met het gedicht 'Gooi een stoel' toen er op 11 juni 1979 in de Staten van Suriname een vechtpartij uitbrak waarbij er met stoelen werd gesmeten. De invloed van Cuba, Mao en Kim Il-sung leverden de laatste jaren enkel nog politiek getinte publicaties op.
Dobru schreef altijd over twee vaste thema's: liefde en revolutie. Met de coup van 1980 ging hij enthousiast mee en hij werd op handen gedragen. Van militaire wandaden nam hij nooit afstand. Zijn beste gedichten werden bijeengebracht in Boodschappen uit de zon (1982). Postuum werd hem in 1989 de Gouden Ster van de Revolutie toegekend. In 2006 kreeg hij, eveneens postuum, de Gaanman Gazon Matodja Award. Toen hem eens gevraagd werd of hij leefde van de pen, antwoordde hij: "Ik leef van de revolutie! Ik wil dat de ogen van mijn volk opengaan."

## 'Matapi'
Dobru debuteerde in 1965 met de bundel 'Matapi', welke zoveel betekent als 'cassavepers'. In het titelgedicht Matapi wordt een cassavepers aangeschreven; een pers waarmee de schadelijke stoffen uit de cassave worden gehaald, waarna er een soort stijfsel overblijft. Het stijfsel zou de Surinaamse cultuur moeten behouden. De bundel bevat Surinaams-Nederlandse gedichten, gedichten in het Sranan, en enkele korte prozastukken in het Sranan. Hoewel Dobru in eerste instantie enkel in het Sranan schreef, zette hij later Nederlands in om een grotere lezersgroep te bereiken. Javaanse en Hindoestaanse critici hadden zijn werk een 'Creoolse aangelegenheid' genoemd. Sranan werd door hen niet gesproken. Sommige gedichten in Matapi zijn erg politiek geladen, andere behandelen het gevoelsleven van Dobru. Een aantal gedichten bevat verwijzingen naar de wintireligie, waar Dobru een aanhanger van was.
Het bekendste gedicht uit de bundel is zonder twijfel 'Wan', een gedicht waarin R. Dobru zijn hoop op één Surinaams volk uitdrukt. Aan de hand van verschillende metaforen beschrijft hij hoe Suriname weliswaar diverse bevolkingsgroepen kent, maar toch in staat zou moeten zijn één geheel te vormen. Het gedicht wordt nog regelmatig bij nationale gelegenheden voorgedragen en heeft een belangrijke symbolische functie binnen de Surinaamse literatuur ingenomen. Zijn poëzie en proza in het Sranan hebben er bovendien voor gezorgd dat Sranan meer als 'volwaardige taal' werd erkend. Dobru was een van de eerste schrijvers die de orale traditie van het Sranan doorbrak.

## Politieke carrière
Van zijn ouders kreeg hij een politieke opvoeding mee. Zijn vader, Josua Raveles, was een tijdlang lid van de Nationale Partij Suriname (NPS) en discussieerde vaak met zijn zoon over de Surinaamse politiek. Later distantieerde hij zich van de harde politiek die de partij er op nahield. R. Dobru sloot zich ook aan bij de NPS en richtte samen met Harrald Axwijk en Theo Uiterloo de daaruit voortkomende partij, de Partij Nationalistische Republiek, op. Voor deze partij werd hij parlementariër. Over de begintijd van de NPS schrijft hij in Wan Monki Fri: "Weinigen hadden toen op 1 september 1961 vermoed, dat wij erin zouden slagen, dwars door sociale, religieuze en raciale groepen heen, onze ideeën eigendom te doen worden van de massa van ons volk. (...) Wij hebben strijd moeten leveren tegen onszelf en onderling, zodat defaitisme niet de overhand nam. Sommigen zijn onderweg gesneuveld. Het duurde te lang. Men werd moe. (...) Langzaam maar zeker kregen wij houvast bij groepen in de gemeenschap, die wij met onze rechtlijnigheid en onze opofferingsgezindheid overtuigden. De beginselen bleven staan. Als sterren van Bethlehem bleven wij daar achter optrekken naar de overwinning."
Tijdens de eerste regeringsperiode, waar voor de PNR Eddy Bruma aan deelnam, brak er een aantal stakingen uit. Op 9 februari 1973 werd R. Dobru tijdens een van deze stakingen door een aantal agenten mishandeld. Tijdens de verkiezingen later dat jaar werd hij verkozen tot parlementariër. De PNR voerde inmiddels geen oppositie meer, en werd nu zelf hard aangevallen door met name links-communistische oppositiepartijen. Zelf probeerde R. Dobru zijn idealen zo min mogelijk te verloochenen in het licht van politieke concessies. Hij schreef in deze tijd veel politieke gedichten, waaronder het gedicht 'Sjaki', over een parlementariër die na verkiezing zijn volk niet meer in acht neemt.
Na de coup onder leiding van Bouterse in 1980 werd Dobru korte tijd onderminister van cultuur.

## Nagedachtenis
De R Dobru Raveles Stichting heeft als een van haar hoofddoelen het beheer en het in stand houden van het gedachtegoed van Dobru. Ter gelegenheid van zijn 90ste geboortedag op 29 maart 2025 heeft de R Dobru Raveles Stichting van 24 - 29 maart 2025 het eerste festival georganiseerd, genaamd Dobru 90 Fest. In DobruOso aan de Van Roseveltkade 34 zijn er verschillende activiteiten georganiseerd waaronder een expo van kunstwerken van Dobru, bezoek van scholen, een video lesbrief voor de scholieren over het leven van Dobru en zijn gedichten, voordrachten van dichters en kunstenaars bij de puwema neti, een hip-hop avond met medewerking van artiesten en op 29 maart de afsluiting met het grote verjaardagsfeest waarbij de straat met toestemming werd afgesloten, verschillende foodstands hun producten aanboden en er een podium was voor het optreden van verschillende artiesten met een tribute aan Dobru. Dit festival zal een jaarlijks terugkerend karakter hebben.
Op 24 november 2010 promoveerde Cynthia Abrahams-Devid aan de Universiteit van Amsterdam op het proefschrift: Wan bon ˗ Wan Sranan ˗ Wan Pipel; Robin ‘Dobru’ Raveles, Surinamer, dichter, politicus, 1935-1983. Promotor was prof. dr Michiel van Kempen, copromotor prof. dr em. Bert Paasman.
In november 2013 werd Dobru door de Anton de Kom-Universiteit van Suriname postuum een eredoctoraat toegekend; het was voor het eerst dat de universiteit iemand een eredoctoraat toekende die niet meer in leven was. De bul werd dertig jaar na Dobru's overlijden in ontvangst genomen door zijn weduwe, Yvonne Raveles-Resida.
Dobru bezocht regelmatig Cuba en had er veel contact met schrijvers en kunstenaars. In Santiago de Cuba bevindt zich sinds 2014 een buste van de schrijver, in het  Parque de Ferreiro. Het werk is van de hand van de Surinaamse kunstenaar Erwin de Vries. (zie: https://cubarte.cult.cu/blog-cubarte/homenaje-de-la-embajada-de-suriname-en-la-habana-robert-dobru/; september 2024)

## Over R. Dobru
- Abrahams, Cynthia: De rol van dichter/schrijver R. Dobru in Caraibische context, in: Oso, Tijdschrift voor Surinaamse taalkunde, letterkunde en geschiedenis, 23 (2004), no. 1 mei, pp. 43–56.
- Abrahams, Cynthia: Robin 'Dobru' Raveles - De dichter, in: Tropenlevens, De (post)koloniale Biografie. Amsterdam: Boom, Leiden: KITLV e.a., 2008, pp. 126–147.
- Abrahams, Cynthia: Biografie Wan Bon - Wan Sranan - Wan Pipel. Robin 'Dobru' Raveles, Surinamer, dichter, politicus (1935-1983). Amsterdam: Rozenberg Publishers, 2010. (Proefschrift)
- Kempen, Michiel van: R. Dobru - een maatschappelijke inhoud en zijn vorm, in: Oso, Tijdschrift voor Surinaamse taalkunde, letterkunde en geschiedenis, 7 (1988), no. 1, mei, pp. 6–20.
- Kempen, Michiel van: Een geschiedenis van de Surinaamse literatuur. Breda: De Geus, 2003, deel II, pp. 665–666, 718, 825-832.
- Meel, Peter: Deining om een gedicht. De geest van Dobru en de agenda van Nederland, in: Ons Erfdeel, jrg. 49, nr. 4, september 2006, pp. 499–506.